# Hotel Orient

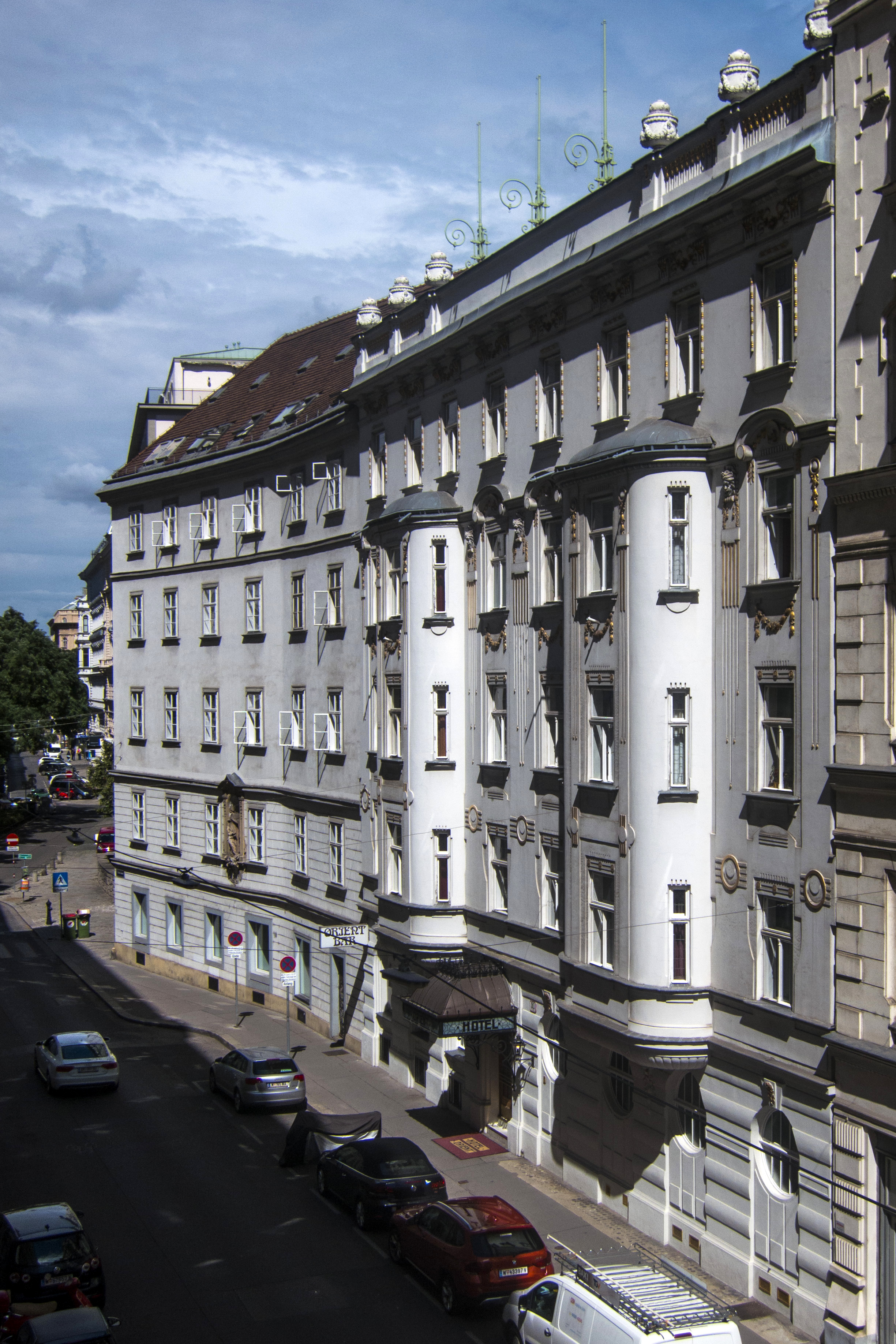
Blick von der Hohen Brücke auf das Hotel Orient

Das Hotel Orient ist ein Stundenhotel im 1. Wiener Gemeindebezirk Innere Stadt.

## Geschichte
Bereits im 17. Jahrhundert wurde eine Schenke namens Orient am heutigen Standort am Tiefen Graben urkundlich erwähnt. Der Name stammt daher, dass hier Beiboote von Donauschiffen, die mit Waren aus dem Orient beladen waren, Halt machten. Später wurde die Schenke zur Herberge und schließlich zum Hotel, das 1896 eröffnet wurde.
Die Zimmer waren burlesk im üppigen Makart-Stil eingerichtet und sind nach Renovierungen größtenteils erhalten. Jedes Zimmer hat einen eigenen Schwerpunkt, so gibt es beispielsweise eine Kaiser-Suite und eine Mona-Lisa-Suite, aber auch eine Helmut-Newton-Suite. Das Hotel ist mit Heinz Werner Schimanko verbunden und wird heute von einem seiner Söhne betrieben.

## Kulturelles und Mediales
Das Hotel war in einigen Filmen zu sehen, darunter Der dritte Mann mit Orson Welles (der auch oft nach Beendigung der Dreharbeiten zu Gast war), aber auch in verschiedenen Folgen von Tatort.
Der Film- und Theaterregisseur Ludwig Wüst inszenierte 2007 in der Kaiser-Suite Arthur Schnitzlers Traumnovelle als freizügiges Kammerspiel.
Die Fotografin Sylvie Blum gab 2002 einen Bildband über das Hotel heraus.